# Совет жрецов Абхазии
Совет жрецов Абхазии — абхазское религиозное объединение представителей абхазской народной религии, а также иногда как по ошибке сообщают сами абхазы  "абхазского язычества"  в состав которого входят жрецы семи абхазских святилищ — «Абжьыныха».

## История
Совет жрецов Абхазии существовал ранее, но прекратил своё существование в период Советской власти. Попытки его восстановления в 1990-х годах не увенчались успехом.
3 августа 2012 года Совет жрецов Абхазии был воссоздан. Учредителями выступили: Заур Чичба, Сергей Шакрыл, Вазбер Авидзба, Галтер Шинкуба, Валерий Гочуа, Андрей Харчилава и Хаджарат Хварцкия.
В подготовке проекта Устава «Совета жрецов Абхазии» оказали содействие: депутат парламента Абхазии Ахра Бжания, ученые — Марина Барциц, Сария Амичба, Василий Авидзба, Ян Чеснов, Александр Крылов (Москва), юрист Вячеслав Ардзинба, краевед Тач Гицба, Ермолай Аджиндал, писатели Владимир Зантария, Игорь Хварцкия и Лев Регельсон (Москва), историк Руслан Гожба, Георгий Басария, художник Батал Джопуа, жрец Заур Чичба, жители села Ачандара Лев Джения и Иван Царгуш.